# Robert Downey Jr.
Robert John Downey Jr. (Nueva York, 4 de abril de 1965) es un actor, actor de voz, productor y cantante estadounidense. Inició su carrera como actor a temprana edad en varios filmes dirigidos por su padre, Robert Downey Sr., y en su infancia estudió actuación en varias academias de Nueva York. Se mudó con su padre a California, pero abandonó sus estudios para enfocarse completamente en su carrera.
Tras numerosos proyectos fallidos, Downey ganó relevancia en el cine protagonizando la película Chaplin (1992), actuación con la cual ganó un BAFTA y fue nominado a los premios Óscar y los Globo de Oro. Sin embargo, se vio envuelto en una serie de problemas legales por posesión de drogas que llevaron a que fuera arrestado en numerosas ocasiones y a su vez que las productoras se negaran a contratarlo para nuevos papeles. Gracias al apoyo de Mel Gibson, Downey pudo regresar a la actuación y en 2001 ganó reconocimiento en la televisión con su papel en la serie Ally McBeal, con el cual ganó un Globo de Oro. En 2004 debutó como cantante con el lanzamiento de su álbum debut: The Futurist. En 2008, recibió elogios de la crítica por su papel en Tropic Thunder (2008), actuación por la cual sería nuevamente nominado a los premios Óscar. También fue elogiado por su papel en Sherlock Holmes (2009), con el cual ganó un segundo Globo de Oro y realizó una secuela titulada Sherlock Holmes: Juego de sombras (2011).
Asimismo, Downey alcanzó un auge en su carrera al interpretar al personaje de Iron Man en el universo cinematográfico de Marvel, protagonizando las películas Iron Man (2008), Iron Man 2 (2010), The Avengers (2012), Iron Man 3 (2013), Avengers: Age of Ultron (2015), Capitán América: Civil War (2016), Spider-Man: Homecoming (2017), Avengers: Infinity War (2018) y Avengers: Endgame (2019), que se convirtieron en grandes éxitos en la taquilla, siendo de las películas más exitosas de la historia. Gracias a dicho papel, ha sido uno de los actores mejores pagados de la industria del cine, con la revista Forbes estimando ganancias de más de 250 millones de dólares estadounidenses solo con su participación en las películas de Marvel.
En sumatoria, todas sus películas totalizan una recaudación en taquilla de 14 400 millones de dólares, que lo convierten en el segundo actor más taquillero de la historia, solo superado por Samuel L. Jackson. Por otra parte, Downey tiene tres hijos y desde 2005 está casado con la productora Susan Levin.

## Biografía

### 1965-1991: primeros años e inicios en la actuación
Robert John Downey Jr. nació el 4 de abril de 1965 en Manhattan, en la ciudad de Nueva York (Estados Unidos), hijo de Robert Downey Sr. y Elsie Ann, ambos actores. Tiene una hermana mayor llamada Allyson, y tiene ascendencia lituania, húngara e irlandesa por su padre, así como alemana, suiza y escocesa por su madre. El apellido original de su familia era Elias, pero su padre lo cambió a Downey para poder unirse al ejército de los Estados Unidos. Pasó la mayor parte de su infancia en Greenwich Village, una villa de Manhattan. Downey asegura que desde pequeño, siempre estuvo rodeado de drogas, debido a que su padre era un adicto. Su padre le hizo probar la marihuana cuando solo tenía 6 años de edad, según comentó, las sustancias siempre fueron una forma en la que ambos podían conectarse, pues pasaban las noches consumiendo alcohol e ingiriendo distintas drogas.

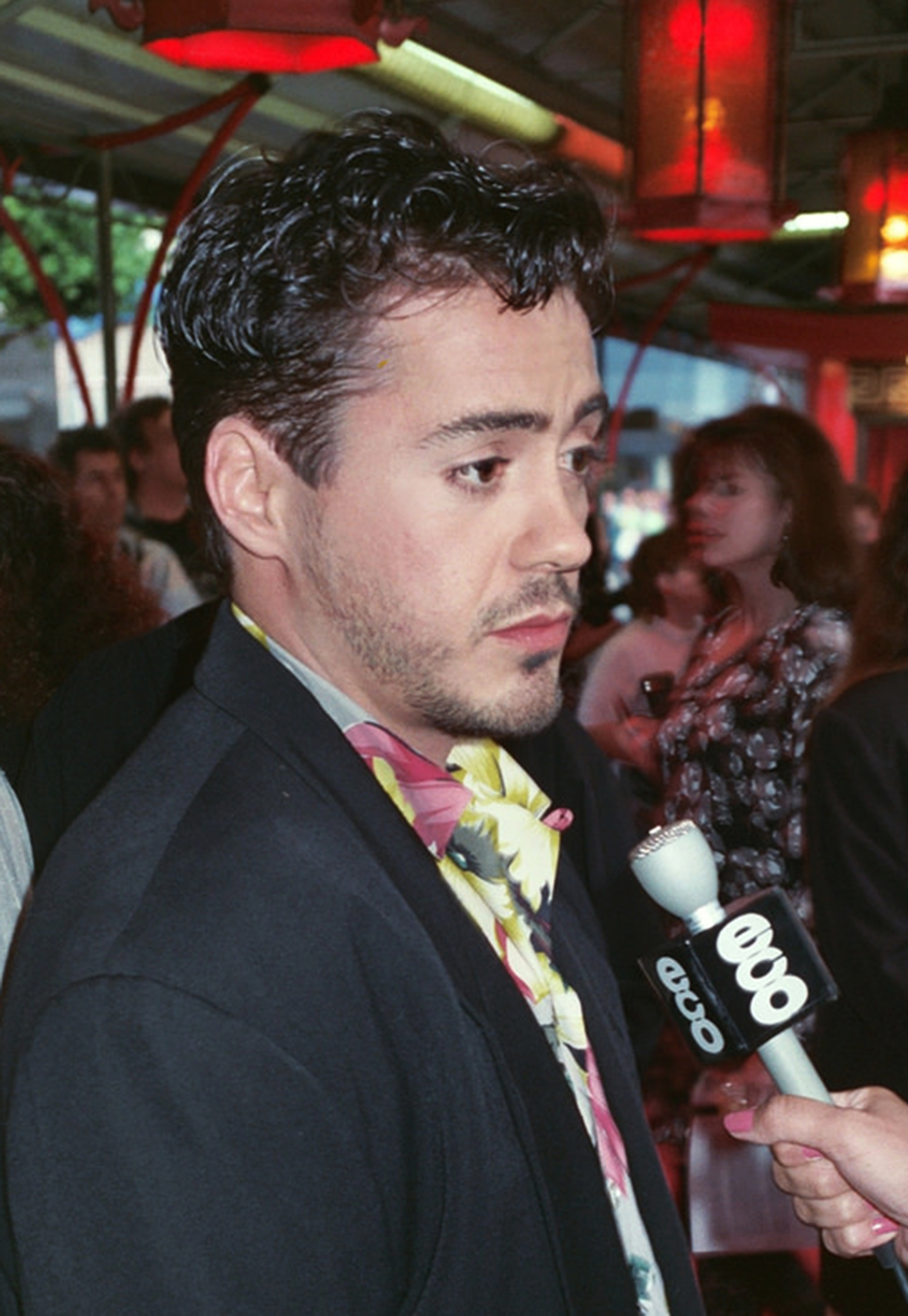
Downey en el estreno de Air America en 1990.

Su padre también lo adentró en el mundo del cine desde los 5 años, haciéndolo aparecer en varios filmes y cortometrajes dirigidos por él como Pound (1970), Greaser's Palace (1972) y Moment to Moment (1975). A los 10 años, sus padres lo enviaron a Inglaterra para estudiar ballet clásico y así poder mejorar su presencia e imagen corporal. Al volver a Estados Unidos, estudió en su adolescencia en el Stagedoor Manor Performing Arts Training Center, un centro de artes escénicas. En 1978, sus padres se divorciaron y Downey 
se mudó con su padre al estado de California, donde estudió en Santa Mónica High School hasta 1982, cuando decidió abandonar sus estudios para enfocarse totalmente en su carrera como actor. Tras ello, actuó en películas como Baby It's You (1983), Firstborn (1984) y Weird Science (1985). En 1985, se unió al nuevo elenco de Saturday Night Live, pensado por los productores con la idea de atraer una audiencia más joven y darle frescura al programa. Sin embargo, la serie experimentó sus peores índices de audiencia y fue sumamente criticado por la prensa. La revista Rolling Stone nombró a Downey el «peor actor de la historia de Saturday Night Live». Por ello, fue despedido tras aparecer en 16 episodios. Ese año también interpretó al militar italiano Bruno Mussolini en la serie documental Mussolini: The Untold Story.
Tras su despido en Saturday Night Live, Downey siguió apareciendo en películas como Back to School (1986) y The Pick-up Artist (1987), este último siendo su primer protagónico. La prensa alabó su actuación por primera vez con la película Less Than Zero (1987), y tras ello, comenzó a aparecer en filmes de estudios más grandes como El cielo se equivocó (1989), Air America (1990) y Soapdish (1991).

### 1992-2002: aclamación de la crítica y problemas legales
En 1992, Downey interpretó al personaje de Charlie Chaplin en la película Chaplin (1992), papel para el que tuvo que aprender a tocar el violín y a jugar tenis. Su actuación recibió la aclamación por parte de la crítica y fue nominado por primera vez a los premios Óscar en la categoría de Mejor Actor. También fue nominado a los Globos de Oro y ganó en los premios BAFTA. Posteriormente, siguió su racha de aclamación con Short Cuts (1993) y apareció en otros filmes como Natural Born Killers (1994), Solo tú (1994), Ricardo III (1995) y Home for the Holidays (1995).

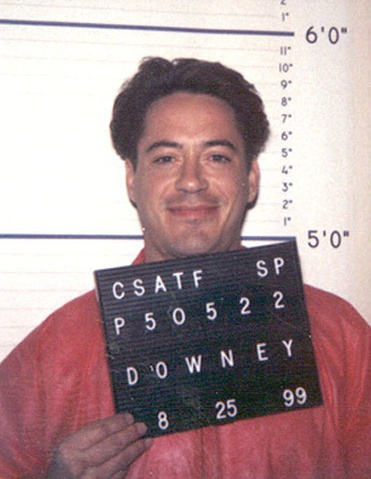
Foto policial de Downey en 1999

En 1996, Downey comenzó a tener una serie de problemas legales y adicciones. En abril de ese año, fue arrestado en la ciudad de Los Ángeles por posesión de cocaína, heroína y un arma de calibre .357 Magnum. Un mes después, mientras estaba en libertad condicional, fue nuevamente arrestado por irrumpir en la casa de uno de sus vecinos mientras estaba bajo los efectos de narcóticos. Se le impusieron tres años de libertad condicional y exámenes de drogas regulares. En 1997, se negó a someterse a una de las pruebas y pasó seis meses en la prisión de Los Ángeles. En este tiempo, estrenaron algunas películas que ya había grabado, entre estas One Night Stand (1997), Two Girls and a Guy (1997) y U.S. Marshals (1998). Tras ser liberado, Downey fue nuevamente arrestado en 1999 por haberse negado a otra prueba de drogas. En esta ocasión, fue sentenciado a tres años en prisión. Durante este período, estrenaron otras de sus películas que ya había culminado en su tiempo en libertad, entre estas In Dreams (1999) y Bowfinger (1999). Sin embargo, Downey fue despedido de varias producciones por no presentarse y varios estudios gastaron grandes sumas en seguro.
Tras estar un año encarcelado, a Downey se le dio libertad condicional pagando una fianza de $5000, siendo liberado en el año 2000. Solo una semana después de su liberación, se unió al elenco de la serie de televisión Ally McBeal y su actuación recibió elogios por parte de la prensa. Con ello, Downey ganó un Globo de Oro en la categoría de Mejor Actor de Reparto de Serie, Miniserie o Telefilme y también ganó como Mejor Actor de Televisión de Comedia en los Premios del Sindicato de Actores. Igualmente, recibió una nominación a los Premios Primetime Emmy. A pesar de su éxito en la serie, Downey mencionó que este ha sido uno de sus peores papeles, y estaba en un punto de su carrera donde ya no le importaba seguir actuando por estar tan sumergido en su adicción a las drogas. Downey fue arrestado el Día de Acción de Gracias del 2000 mientras se hospedaba en un hotel en Palm Springs, luego de que la policía encontrara cocaína y diazepam en su habitación.
El actor pasó tres meses en prisión hasta ser liberado en marzo de 2001 bajo fianza. Solo unas semanas más tarde, en abril, fue nuevamente arrestado tras haber estado paseando descalzo por Culver City bajo los efectos de la cocaína. Sin embargo, fue liberado horas después. Tras esto, los productores de Ally McBeal despidieron al actor y regrabaron los episodios de la serie que lo involucraran. Además, Downey perdió su papel en la anticipada comedia romántica La pareja del año (2001), la cual más tarde tendría un amplio éxito comercial. En julio de 2001, Downey apeló a la nolo contendere durante su juicio y evitó cumplir tiempo en prisión; por el contrario, fue enviado a un centro de rehabilitación y tres años en prueba, en parte apoyado por una nueva ley aprobada en el estado de California que daba ventaja a los acusados de adicción de apelar a rehabilitación en lugar de prisión.
Años más tarde, Downey reveló el papel central que jugó Mel Gibson en su recuperación:

En realidad le pedí a Mel que me entregara este premio por una razón. Porque cuando no conseguía estar sobrio, me dijo que no perdiera la esperanza. Y me instó a encontrar mi fe. No tenía que ser la suya ni la de nadie, siempre y cuando estuviera arraigada en el perdón. Y no podía encontrar trabajo. Así que me puso en el papel principal de una película que fue desarrollada para él. Él me dio un techo y garantizó que tuviera comida en mi mesa. Y lo más importante, dijo que si aceptaba la responsabilidad por mis errores abrazaría esa parte de mi alma que era fea, abrazando el cactus, como él lo llama. Dijo que si abrazaba el cactus el tiempo suficiente, me convertiría en un hombre con cierta humildad y que mi vida cobraría un nuevo sentido. Y lo hice. Y funcionó.
Robert Downey Jr., Discurso de agradecimiento en los American Cinematheque Awards de 2011

### 2003-2009: regreso al éxito en crítica y taquilla

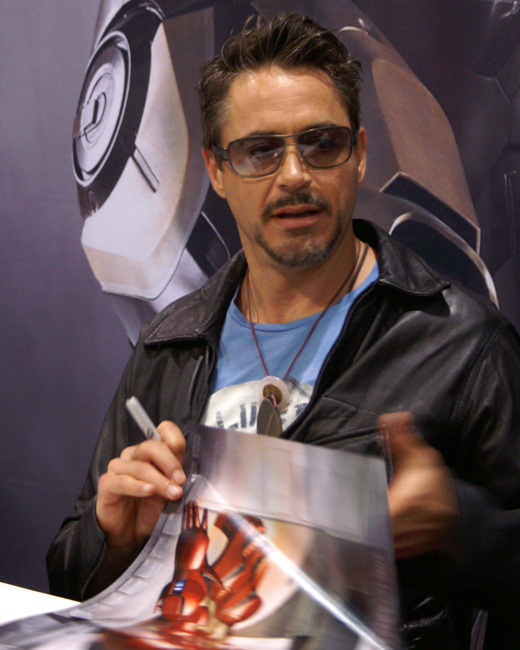
Downey en la Comic-Con en julio de 2007.

Dispuesto a retomar su carrera como actor, Downey tuvo complicaciones tras salir de rehabilitación debido a que ninguna empresa productora quería correr el riesgo de desechar proyectos y por tanto pagar los seguros. Viendo esta situación, el actor Mel Gibson, amigo cercano de Downey, pagó el seguro del estudio para que este pudiera protagonizar la película The Singing Detective (2003), a pesar de que los mismos problemas legales de Downey habían ocasionado que Gibson perdiera millones en una producción fallida del musical Hamlet prevista para 2001. A pesar del fracaso crítico y comercial de The Singing Detective, Downey fue nominado a los premios Satellite y Gibson accedió a pagar nuevamente el seguro del actor para la película Gothika (2003), la cual se convirtió en un éxito en taquilla. Tras esto, el productor Joel Silver accedió a contratar nuevamente al actor, esta vez para la película Kiss Kiss, Bang Bang (2003), que tuvo una buena respuesta por parte de la prensa, quienes comenzaron a mostrar interés en Downey, incluso recibiendo una nominación a los premios Satellite. También desarrolló papeles secundarios en filmes como Buenas noches, y buena suerte (2005), The Shaggy Dog (2006) y A Guide to Recognizing Your Saints (2006). Downey incursionó en la industria de la música lanzando un álbum titulado The Futurist en 2004, aunque no tuvo mucho éxito.
En 2007, Downey fue seleccionado para interpretar al personaje de Tony Stark / Iron Man y con ello protagonizó Iron Man (2008). La película recibió alabanzas de la crítica, con la actuación de Downey siendo considerada una de las mejores de su carrera. Además de ello, fue un éxito arrasador en taquilla, recaudando $585 millones, que la convirtieron en la octava película más taquillera del 2008 y en la más taquillera de la carrera del actor hasta ese momento. Luego de dicho éxito, Downey tuvo una breve aparición en The Incredible Hulk (2008) y firmó un contrato con Marvel Studios para seguir interpretando al personaje por tres proyectos más, lo cual dio lugar al Universo cinematográfico de Marvel.
Poco después de su éxito en Iron Man, Downey apareció en la película Tropic Thunder (2008) y recibió la aclamación de la crítica por su actuación, obteniendo su segunda nominación a los premios Óscar, esta vez en la categoría de Mejor Actor de Reparto. El filme, además, fue un éxito en taquilla con una recaudación de $195 millones. En 2009, Downey protagonizó la película Sherlock Holmes (2009) con el papel del personaje homónimo. Su actuación recibió elogios de la prensa y con ello ganó un Globo de Oro como Mejor Actor en Comedia o Musical. Asimismo, el filme supuso un éxito en la taquilla con una recaudación de $524 millones, que la convirtieron en la octava película más exitosa del 2009.

### 2010-2019: Universo cinematográfico de Marvel y consolidación en la industria

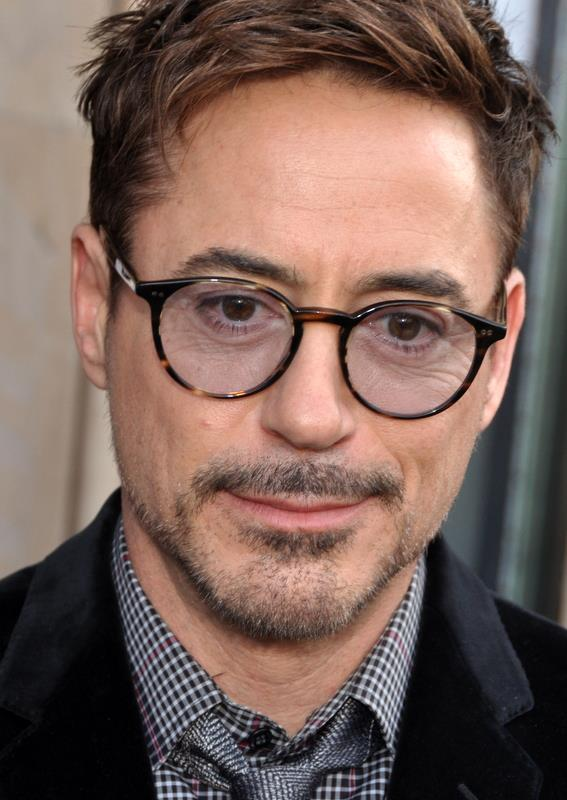
Downey en el estreno de Iron Man 3 en París.

En 2010, Downey protagonizó Iron Man 2 (2010), que obtuvo buenos comentarios de la crítica y recaudó $624 millones, convirtiéndose en la séptima película más taquillera del año. También protagonizó Due Date (2010), que igualmente fue un éxito en taquilla al recaudar $211 millones. Al año siguiente, protagonizó Sherlock Holmes: A Game of Shadows (2011), que tuvo buena respuesta crítica y una recaudación de $545 millones. Poco después interpretaría a Iron Man por cuarta ocasión en The Avengers (2012), película recibió la aclamación de la crítica y que además se convirtió en la más taquillera del 2012, con una recaudación de $1.5 mil millones.
Tras el éxito de The Avengers, Downey cerró la trilogía de su personaje con Iron Man 3 (2013), que tuvo buenos comentarios de la crítica y se convirtió en un éxito tras recaudar $1.2 mil millones, siendo la segunda película más taquillera del 2013. En 2014, apareció en Chef (2014), que fue un éxito comercial y crítico, así como El juez (2014), que tuvo críticas mixtas pero una buena recaudación. Al año siguiente, volvió a interpretar a Iron Man en Avengers: Age of Ultron (2015), que fue bien recibida por la crítica y también supuso un gran éxito en taquilla al recaudar $1.4 mil millones, que la convirtieron en la cuarta película más exitosa del 2015. Posteriormente, aparecería en Captain America: Civil War (2016), que fue aclamada por la crítica y recaudó $1.1 mil millones, que la hicieron la película más taquillera del 2016. Tuvo un papel secundario en Spider-Man: Homecoming (2017), que fue igualmente aclamada por la crítica y supuso otro éxito en taquilla tras recaudar $880 millones, siendo la sexta película más taquillera del 2017.
Por novena ocasión, Downey interpretó a Iron Man en Avengers: Infinity War (2018), que continuó con la racha de éxitos en crítica y taquilla, tras recaudar $2 mil millones, que la convirtieron en la película más taquillera del 2018 y en la primera película de superhéroes en exceder la cifra de 2 mil millones. Al año siguiente, protagoniza Avengers: Endgame (2019), que se convirtió en su película más aclamada, así como en la película más taquillera del 2019 y segunda de toda la historia con una recaudación de $2.7 mil millones. Su última actuación como Iron Man le otorgó su cuarto galardón como mejor actor en los Saturn Awards.

### 2020-presente: proyectos futuros
En 2020, Downey protagonizó Dolittle (2020), su primer proyecto fuera de Marvel en seis años. La película, sin embargo, tuvo duras críticas y fue un fracaso en taquilla, generándole pérdidas a Universal Studios de hasta $100 millones. Además de ello, fue la película más nominada a los Razzie de 2021, con dos nominaciones para Downey como peor actor y peor pareja por su «acento galés poco convincente». En 2023 Downey actuó en Oppenheimer protagonizando a Lewis Strauss, un hombre de negocios que estuvo al frente de la Comisión de Energía Atómica (CEA) de Estados Unidos y terminó por convertirse en uno de los principales rivales de Oppenheimer por la creación de la bomba atómica.

## Vida personal

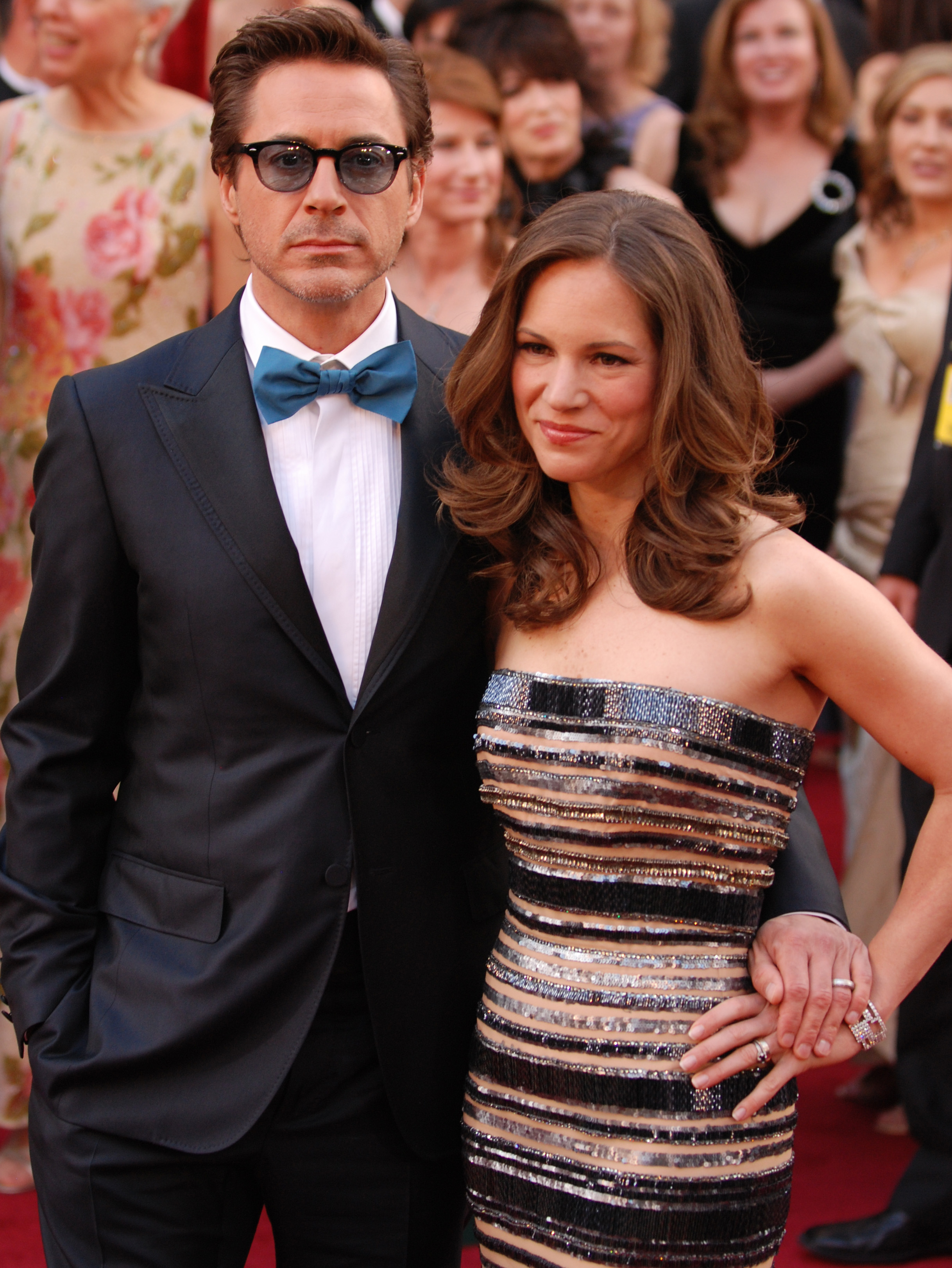
Downey y Susan Levin en los premios Óscar en marzo de 2010.

Downey comenzó a salir con la actriz Sarah Jessica Parker en 1984 luego de que ambos se conocieran por el rodaje de la película Firstborn (1984). Terminaron su relación en 1991 debido a la adicción a las drogas de Downey. Poco después, comenzó a salir con la actriz Deborah Falconer, con quien se casó el 29 de mayo de 1992. La pareja tuvo a su primer hijo en septiembre de 1993, un varón al que llamaron Indio Falconer Downey. La relación entre ambos comenzó a complicarse debido a los constantes arrestos de Downey por posesión de drogas, hasta que finalmente Falconer solicitó el divorcio y custodia total de su hijo; ambas cosas le fueron concedidas y el divorcio se oficializó en abril de 2004. Tras ello, Downey comenzó a salir con la productora Susan Levin, a quien conoció en 2003 durante el rodaje de Gothika (2003). Ambos se casaron en agosto de 2005. En febrero de 2012 tuvieron a su primer hijo juntos, un varón llamado Exton Elias. Posteriormente, en noviembre de 2014, tuvieron a su primera hija, llamada Avri Roel. Según Downey, ha estado sobrio desde 2003. En 2015, recibió el perdón absoluto de Jerry Brown, el entonces gobernador de California, por sus antecedentes con las drogas.
Por otra parte, Downey ha sido uno de los actores mejores pagados de la industria desde su inclusión en el Universo cinematográfico de Marvel. Para su papel en Iron Man (2008), tuvo un salario de $4 millones, el mayor monto cobrado por cualquier actor en el año por una sola película. En 2010, fue el quinto actor mejor pagado con un sueldo de $22 millones y ubicó la posición 73 de la lista Celebrity 100. En 2013, se convirtió por primera vez en el actor con más ingresos del año, con un salario de $75 millones. En 2014, volvió a liderar la lista de los actores mejores pagados, con ganancias de $75 millones. En 2015, es nombrado por tercer año consecutivo como el actor mejor pagado, con $80 millones. En 2016, fue el octavo actor mejor pagado, con $33 millones. En 2017, se posicionó como el sexto mejor pagado, con $48 millones. Tanto en 2018 como 2019 fue el tercer mejor pagado, con un salario de $81 millones y $66 millones, respectivamente.

## Filmografía

### Cine
| Año  | Título                                    | Personaje                     | Notas               |
| ---- | ----------------------------------------- | ----------------------------- | ------------------- |
| 1970 | Pound                                     | Puppy                         |                     |
| 1972 | Greaser's Palace                          | Sin acreditar                 |                     |
| 1975 | Moment to Moment                          | Sin acreditar                 |                     |
| 1980 | Up the Academy                            | Caleb Yoon                    |                     |
| 1983 | Baby It's You                             | Stewart                       |                     |
| 1984 | Firstborn                                 | Lee                           |                     |
| 1985 | Deadwait                                  |                               | Cortometraje        |
| 1985 | Tuff Turf                                 | Jimmy Parker                  |                     |
| 1985 | Weird Science                             | Ian                           |                     |
| 1986 | Back to School                            | Derek Lutz                    |                     |
| 1986 | America                                   | Paulie Hackley                |                     |
| 1987 | The Pick-up Artist                        | Jack Jericho                  |                     |
| 1987 | Less Than Zero                            | Julian Wells                  |                     |
| 1988 | Johnny Be Good                            | Leo Wiggins                   |                     |
| 1988 | Rented Lips                               | Wolf Dangler                  |                     |
| 1988 | 1969                                      | Ralph Carr                    |                     |
| 1989 | That's Adequate                           | Albert Einstein               |                     |
| 1989 | Solo ante la ley                          | Roger Baron                   |                     |
| 1989 | El cielo se equivocó                      | Alex Finch                    |                     |
| 1990 | Air America                               | Billy Covington               |                     |
| 1991 | Too Much Sun                              | Reed Richmond                 |                     |
| 1991 | Soapdish                                  | David Seton Barnes            |                     |
| 1992 | Chaplin                                   | Charlie Chaplin               |                     |
| 1993 | Heart and Souls                           | Thomas Reilly                 |                     |
| 1993 | The Last Party                            | Él mismo                      | También guionista   |
| 1993 | Short Cuts                                | Bill Bush                     |                     |
| 1994 | Hail Caesar                               | Jerry                         |                     |
| 1994 | A Century of Cinema                       | Él mismo                      | Documental          |
| 1994 | Natural Born Killers                      | Wayne Gale                    |                     |
| 1994 | Solo tú                                   | Peter Wright, alias Damon     |                     |
| 1995 | Ricardo III                               | Lord Rivers                   |                     |
| 1995 | Home for the Holidays                     | Tommy Larson                  |                     |
| 1995 | Restauración                              | Robert Merivel                |                     |
| 1997 | Danger Zone                               | Jim Scott                     |                     |
| 1997 | One Night Stand                           | Charlie                       |                     |
| 1997 | Two Girls and a Guy                       | Blake Allen                   |                     |
| 1997 | Hugo Pool                                 | Franz Mazur                   |                     |
| 1998 | The Gingerbread Man                       | Clyde Pell                    |                     |
| 1998 | U.S. Marshals                             | John Royce                    |                     |
| 1999 | In Dreams                                 | Vivian Thompson               |                     |
| 1999 | Friends & Lovers                          | Hans                          |                     |
| 1999 | Bowfinger                                 | Jerry Renfro                  |                     |
| 1999 | Black and White                           | Terry Donager                 |                     |
| 2000 | Wonder Boys                               | Terry Crabtree                |                     |
| 2003 | Whatever We Do                            | Bobby                         |                     |
| 2003 | The Singing Detective                     | Dan Dark                      |                     |
| 2003 | Charlie: Vida y Arte de Charles Chaplin   | Él mismo                      | Documental          |
| 2003 | Gothika                                   | Pete Graham                   |                     |
| 2004 | Eros                                      | Nick Penrose                  |                     |
| 2005 | Game 6                                    | Steven Schwimmer              |                     |
| 2005 | The Outsider                              |                               | Documental          |
| 2005 | Kiss Kiss, Bang Bang                      | Harry Lockhart                |                     |
| 2005 | Buenas noches, y buena suerte             | Joseph Wershba                |                     |
| 2005 | Hubert Selby Jr: It/ll Be Better Tomorrow | Narrador                      | Documental          |
| 2006 | The Shaggy Dog                            | Dr. Kozak                     |                     |
| 2006 | Una mirada a la oscuridad                 | James Barris                  |                     |
| 2006 | A Guide to Recognizing Your Saints        | Dito Montiel                  |                     |
| 2006 | Fur                                       | Lionel Sweeney                |                     |
| 2007 | Zodiac                                    | Paul Avery                    |                     |
| 2007 | Lucky You                                 | Telephone Jack                |                     |
| 2008 | Charlie Bartlett                          | Director Gardner              |                     |
| 2008 | Iron Man                                  | Tony Stark / Iron Man         |                     |
| 2008 | The Incredible Hulk                       | Tony Stark / Iron Man         | Cameo               |
| 2008 | Tropic Thunder                            | Kirk Lazarus                  |                     |
| 2009 | El solista                                | Steve López                   |                     |
| 2009 | Sherlock Holmes                           | Sherlock Holmes               |                     |
| 2010 | Iron Man 2                                | Tony Stark / Iron Man         |                     |
| 2010 | Due Date                                  | Peter Highman                 |                     |
| 2011 | Sherlock Holmes: Juego de sombras         | Sherlock Holmes               |                     |
| 2012 | The Avengers                              | Tony Stark / Iron Man         |                     |
| 2013 | Iron Man 3                                | Tony Stark / Iron Man         |                     |
| 2014 | Chef                                      | Marvin                        |                     |
| 2014 | El juez                                   | Hank Palmer                   |                     |
| 2015 | Avengers: Age of Ultron                   | Tony Stark / Iron Man         |                     |
| 2016 | Capitán América: Civil War                | Tony Stark / Iron Man         |                     |
| 2016 | The Nice Guys                             | Sid Shattuck                  | Cameo sin acreditar |
| 2017 | Spider-Man: Homecoming                    | Tony Stark / Iron Man         |                     |
| 2018 | Avengers: Infinity War                    | Tony Stark / Iron Man         |                     |
| 2019 | Avengers: Endgame                         | Tony Stark / Iron Man         |                     |
| 2019 | Spider-Man: Far from Home                 | Tony Stark / Iron Man         | Cameo               |
| 2020 | Dolittle                                  | Dr. John Dolittle             |                     |
| 2023 | Oppenheimer                               | Lewis Strauss                 |                     |
| 2025 | The Fantastic Four: First Steps           | Victor von Doom / Doctor Doom | Cameo               |
| 2026 | Avengers: Doomsday                        | Victor von Doom / Doctor Doom | En producción       |
| 2027 | Avengers: Secret Wars                     | Victor von Doom / Doctor Doom | En desarrollo       |

### Televisión
| Año     | Título                        | Personaje             | Notas                                 |
| ------- | ----------------------------- | --------------------- | ------------------------------------- |
| 1985-86 | Saturday Night Live           | Varios personajes     | 16 episodios                          |
| 1985    | Mussolini: The Untold Story   | Bruno Mussolini       | 3 episodios                           |
| 1995    | Mr. Willowby's Christmas Tree | Mr. Willowby          | Especial de CBS                       |
| 2000-02 | Ally McBeal                   | Larry Paul            | 21 episodios                          |
| 2005    | Family Guy                    | Patrick Pewterschmidt | Voz; episodio «The Fat Guy Strangler» |
| 2019    | The Age of A.I.               | Él mismo              | 8 episodios                           |
| 2021    | Sweet Tooth                   | Productor Executivo   |                                       |

| Año  | Título     | Rol                   | Notas |
| ---- | ---------- | --------------------- | ----- |
| 2008 | Iron Man   | Tony Stark / Iron Man | Voz   |
| 2010 | Iron Man 2 | Tony Stark / Iron Man | Voz   |
| 2013 | Iron Man 3 | Tony Stark / Iron Man | Voz   |

## Discografía
Álbum de estudio
- The Futurist (2004)

Apariciones en bandas sonoras
| Año  | Canción                    | Banda sonora                                             | Notas                   |
| ---- | -------------------------- | -------------------------------------------------------- | ----------------------- |
| 1992 | «Smile»                    | Chaplin                                                  | También en The Futurist |
| 1993 | «The Star-Spangled Banner» | Heart and Souls                                          | Con B.B. King           |
| 2000 | «White Christmas»          | Ally McBeal: A Very Ally Christmas                       | Con Vonda Shepard       |
| 2000 | «River»                    | Ally McBeal: A Very Ally Christmas                       |                         |
| 2001 | «Every Breath You Take»    | Ally McBeal: For Once in My Life featuring Vonda Shepard | Con Sting               |
| 2001 | «Chances Are»              | Ally McBeal: For Once in My Life featuring Vonda Shepard | Con Vonda Shepard       |
| 2001 | «Snakes»                   | Ally McBeal: For Once in My Life featuring Vonda Shepard |                         |
| 2003 | «In My Dreams»             | The Singing Detective                                    |                         |
| 2005 | «Broken»                   | Kiss Kiss Bang Bang                                      | También en The Futurist |

## Premios y nominaciones
Premios Óscar
| Año  | Categoría              | Nominado por   | Resultado | Ref.   |
| ---- | ---------------------- | -------------- | --------- | ------ |
| 1992 | Mejor actor            | Chaplin        | Nominado  | [ 16 ] |
| 2008 | Mejor actor de reparto | Tropic Thunder | Nominado  | [ 43 ] |
| 2024 | Mejor actor de reparto | Oppenheimer    | Ganador   | [ 91 ] |

Premios BAFTA
| Año  | Categoría              | Nominado por   | Resultado | Ref.   |
| ---- | ---------------------- | -------------- | --------- | ------ |
| 1992 | Mejor actor            | Chaplin        | Ganador   | [ 18 ] |
| 2009 | Mejor actor de reparto | Tropic Thunder | Nominado  | [ 18 ] |
| 2023 | Mejor actor de reparto | Oppenheimer    | Ganador   | [ 92 ] |

Premios Globo de Oro
| Año  | Categoría                                              | Nominado por    | Resultado | Ref.   |
| ---- | ------------------------------------------------------ | --------------- | --------- | ------ |
| 1992 | Mejor actor - drama                                    | Chaplin         | Nominado  | [ 17 ] |
| 1994 | Mejor Elenco                                           | Vidas Cruzadas  | Ganador   | [ 17 ] |
| 2000 | Mejor actor de reparto de serie, miniserie o telefilme | Ally McBeal     | Ganador   | [ 17 ] |
| 2008 | Mejor actor de reparto                                 | Tropic Thunder  | Nominado  | [ 17 ] |
| 2009 | Mejor actor - comedia o musical                        | Sherlock Holmes | Ganador   | [ 17 ] |
| 2023 | Mejor actor de reparto                                 | Oppenheimer     | Ganador   | [ 17 ] |

Premios del Sindicato de Actores
| Año  | Categoría                           | Nominado por                  | Resultado | Ref.   |
| ---- | ----------------------------------- | ----------------------------- | --------- | ------ |
| 2001 | Mejor actor de televisión - comedia | Ally McBeal                   | Ganador   | [ 93 ] |
| 2001 | Mejor reparto de televisión         | Ally McBeal                   | Nominado  | [ 93 ] |
| 2006 | Mejor reparto                       | Buenas noches, y buena suerte | Nominado  | [ 94 ] |
| 2009 | Mejor actor de reparto              | Tropic Thunder                | Nominado  | [ 95 ] |
| 2024 | Mejor actor de reparto              | Oppenheimer                   | Ganador   |        |
| 2024 | Mejor reparto                       | Oppenheimer                   | Ganador   |        |

Premio Satellite
| Año  | Categoría                       | Nominado por          | Resultado | Ref.   |
| ---- | ------------------------------- | --------------------- | --------- | ------ |
| 2004 | Mejor actor - Musical o Comedia | The Singing Detective | Nominado  | [ 35 ] |
| 2005 | Mejor actor - comedia/musical   | Kiss Kiss, Bang Bang  | Nominado  | [ 35 ] |
| 2005 | Mejor canción original          | «Broken»              | Nominado  | [ 35 ] |
| 2008 | Mejor actor de reparto          | Tropic Thunder        | Nominado  | [ 35 ] |

Premios Saturn
| Año  | Categoría   | Nominado por         | Resultado | Ref.    |
| ---- | ----------- | -------------------- | --------- | ------- |
| 1994 | Mejor Actor | Heart and Souls      | Ganador   | [ 96 ]  |
| 2006 | Mejor Actor | Kiss Kiss, Bang Bang | Nominado  | [ 97 ]  |
| 2009 | Mejor Actor | Iron Man             | Ganador   | [ 98 ]  |
| 2010 | Mejor Actor | Sherlock Holmes      | Nominado  | [ 99 ]  |
| 2011 | Mejor Actor | Iron Man 2           | Nominado  | [ 100 ] |
| 2014 | Mejor Actor | Iron Man 3           | Ganador   | [ 101 ] |
| 2019 | Mejor Actor | Avengers: Endgame    | Ganador   | [ 102 ] |

Premios Primetime Emmy
| Año  | Categoría                                 | Nominado por | Resultado | Ref.   |
| ---- | ----------------------------------------- | ------------ | --------- | ------ |
| 2001 | Mejor actor de reparto - serie de comedia | Ally McBeal  | Nominado  | [ 27 ] |

People's Choice Awards
| Año  | Categoría                               | Nominado por               | Resultado | Ref.    |
| ---- | --------------------------------------- | -------------------------- | --------- | ------- |
| 2009 | Estrella Masculina Favorita de Acción   | Iron Man                   | Nominado  | [ 103 ] |
| 2009 | Superhéroe Favorito                     | Iron Man                   | Nominado  | [ 103 ] |
| 2009 | Actor de Películas Favorito             | Iron Man                   | Nominado  | [ 103 ] |
| 2011 | Química Favorita en Pantalla            | Iron Man 2                 | Nominado  | [ 104 ] |
| 2011 | Estrella de Acción Favorita             | Iron Man 2                 | Nominado  | [ 104 ] |
| 2011 | Actor de Películas Favorito             | Iron Man 2                 | Nominado  | [ 104 ] |
| 2013 | Actor de cine favorito                  | The Avengers               | Ganador   | [ 105 ] |
| 2013 | Estrella de película de acción favorita | The Avengers               | Ganador   | [ 105 ] |
| 2013 | Superhéroe favorito de película         | The Avengers               | Ganador   | [ 105 ] |
| 2014 | Actor de acción favorito                | Iron Man 3                 | Ganador   | [ 106 ] |
| 2014 | Dúo favorito de película                | Iron Man 3                 | Nominado  | [ 106 ] |
| 2014 | Actor de Películas Favorito             | Iron Man 3                 | Nominado  | [ 106 ] |
| 2015 | Actor Dramático Favorito                | The Judge                  | Ganador   | [ 107 ] |
| 2015 | Actor de películas favorito             | The Judge                  | Ganador   | [ 107 ] |
| 2016 | Estrella Masculina Favorita de Acción   | Avengers: Age of Ultron    | Nominado  | [ 108 ] |
| 2016 | Actor de Películas Favorito             | Avengers: Age of Ultron    | Nominado  | [ 108 ] |
| 2017 | Actor de acción favorito                | Captain America: Civil War | Ganador   | [ 109 ] |
| 2018 | Actor de Cine Favorito                  | Avengers: Infinity War     | Nominado  | [ 110 ] |
| 2019 | Actor de Cine Favorito                  | Avengers: Endgame          | Ganador   | [ 111 ] |
| 2019 | Estrella de Acción Favorita             | Avengers: Endgame          | Nominado  | [ 111 ] |
| 2020 | La Estrella Masculina de Cine del 2020  | Dolittle                   | Nominado  | [ 112 ] |

Teen Choice Awards
| Año  | Categoría                                         | Nominado por                       | Resultado | Ref.    |
| ---- | ------------------------------------------------- | ---------------------------------- | --------- | ------- |
| 2008 | Mejor MySpace                                     | Iron Man                           | Nominado  | [ 113 ] |
| 2008 | Mejor Actor en Película de Acción                 | Iron Man                           | Nominado  | [ 113 ] |
| 2009 | Mejor Ataque de Ira                               | Tropic Thunder                     | Nominado  | [ 114 ] |
| 2010 | Mejor Pelea de la Película                        | Iron Man 2                         | Nominado  | [ 115 ] |
| 2010 | Escena de Baile en Película                       | Iron Man 2                         | Nominado  | [ 115 ] |
| 2010 | Mejor Actor en una película de Ciencia ficción    | Iron Man 2                         | Nominado  | [ 115 ] |
| 2010 | Mejor Actor en una película de Aventuras/Fantasía | Iron Man 2                         | Nominado  | [ 115 ] |
| 2010 | Mejor Actor de Película de Acción                 | Sherlock Holmes                    | Nominado  | [ 115 ] |
| 2011 | Mejor ataque de ira                               | Due Date                           | Nominado  | [ 116 ] |
| 2012 | Mejor Actor en Aventura de Acción                 | Sherlock Holmes: A Game of Shadows | Ganador   | [ 117 ] |
| 2012 | Actor de Ciencia Ficción/Fantasía                 | The Avengers                       | Nominado  | [ 117 ] |
| 2012 | Estrella de Película del Verano: Hombre           | The Avengers                       | Nominado  | [ 117 ] |
| 2013 | Mejor Actor de Cine de Acción                     | Iron Man 3                         | Nominado  | [ 118 ] |
| 2013 | Mejor Actor de Cine de Ciencia Ficción            | Iron Man 3                         | Nominado  | [ 118 ] |
| 2013 | Mejor Química en Película                         | Iron Man 3                         | Nominado  | [ 118 ] |
| 2015 | Mejor Actor de Película de Ciencia Ficción        | Avengers: Age of Ultron            | Nominado  | [ 119 ] |
| 2016 | Mejor Actor de Película de Ciencia Ficción        | Captain America: Civil War         | Nominado  | [ 120 ] |
| 2016 | Mejor química en película                         | Captain America: Civil War         | Nominado  | [ 120 ] |
| 2018 | Mejor Actor de Cine de Acción                     | Avengers: Infinity War             | Ganador   | [ 121 ] |
| 2019 | Mejor Actor de Cine de Acción                     | Avengers: Endgame                  | Ganador   | [ 122 ] |

Premios Golden Raspberry
| Año  | Categoría                         | Nominado por | Resultado | Ref.            |
| ---- | --------------------------------- | ------------ | --------- | --------------- |
| 2021 | Peor Actor                        | Dolittle     | Nominado  | [ 123 ] [ 124 ] |
| 2021 | Peor Pareja (con su acento galés) | Dolittle     | Nominado  | [ 123 ] [ 124 ] |